# Geely Yuanjing X1
Geely Yuanjing X1 — субкомпактный кроссовер, выпускавшийся компанией Geely Automobile с 2017 по 2021 год. Пришёл на смену Geely Panda. В Россию официально не поставлялся.

## История
В начале 2017 года был представлен концепт-кар Geely Vision X1 под брендом Emgrand V01. С мая 2017 года автомобиль выпускался под названием Geely Yuanjing X1 по цене от 39900 до 57900 юаней. Базовой моделью для Geely Yuanjing X1 стала Geely Panda. Его производство завершилось в 2021 году.

## Технические характеристики
Автомобиль Geely Yuanjing X1 оснащался четырёхцилиндровыми двигателями внутреннего сгорания объёмом 1,0—1,3 литра. Каждый двигатель сочетался в паре с пятиступенчатой механической или же с четырёхступенчатой автоматической трансмиссией.
На центральной консоли расположен сенсорный экран 11,6 дюйма с системой Geely X-FUN, которая поддерживает голосовой помощник, систему навигации GPS и Wi-Fi. Чтобы активировать мультимедийную систему, пассажир должен произнести «你好远景» (англ. Hello, vision).
Многофункциональное рулевое колесо активирует режим ACC, переключает режимы вождения и принимает сигналы Bluetooth. Наиболее заметным отличием от других автомобилей является панорамный люк на крыше.

## Галерея

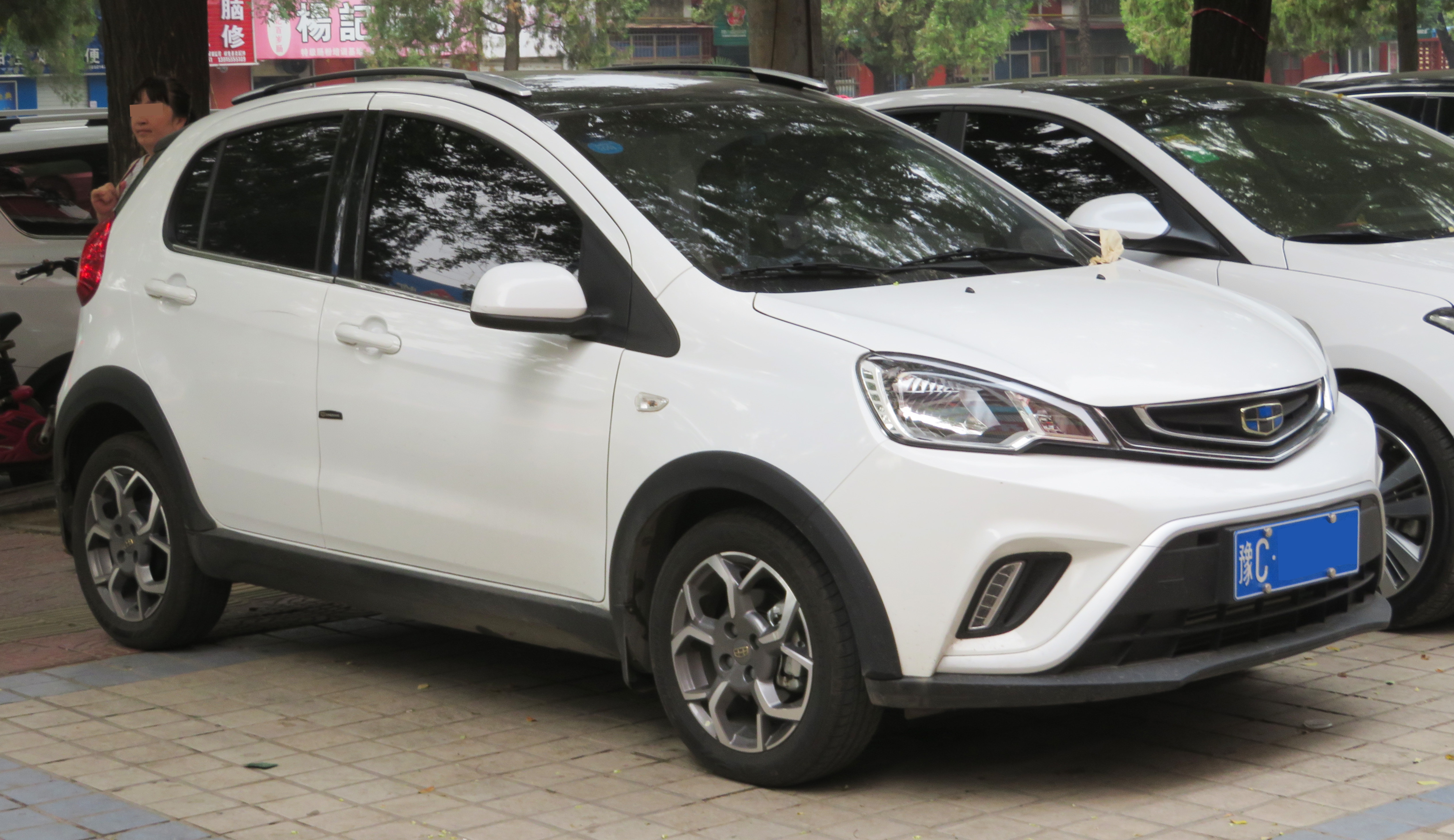
Вид спереди
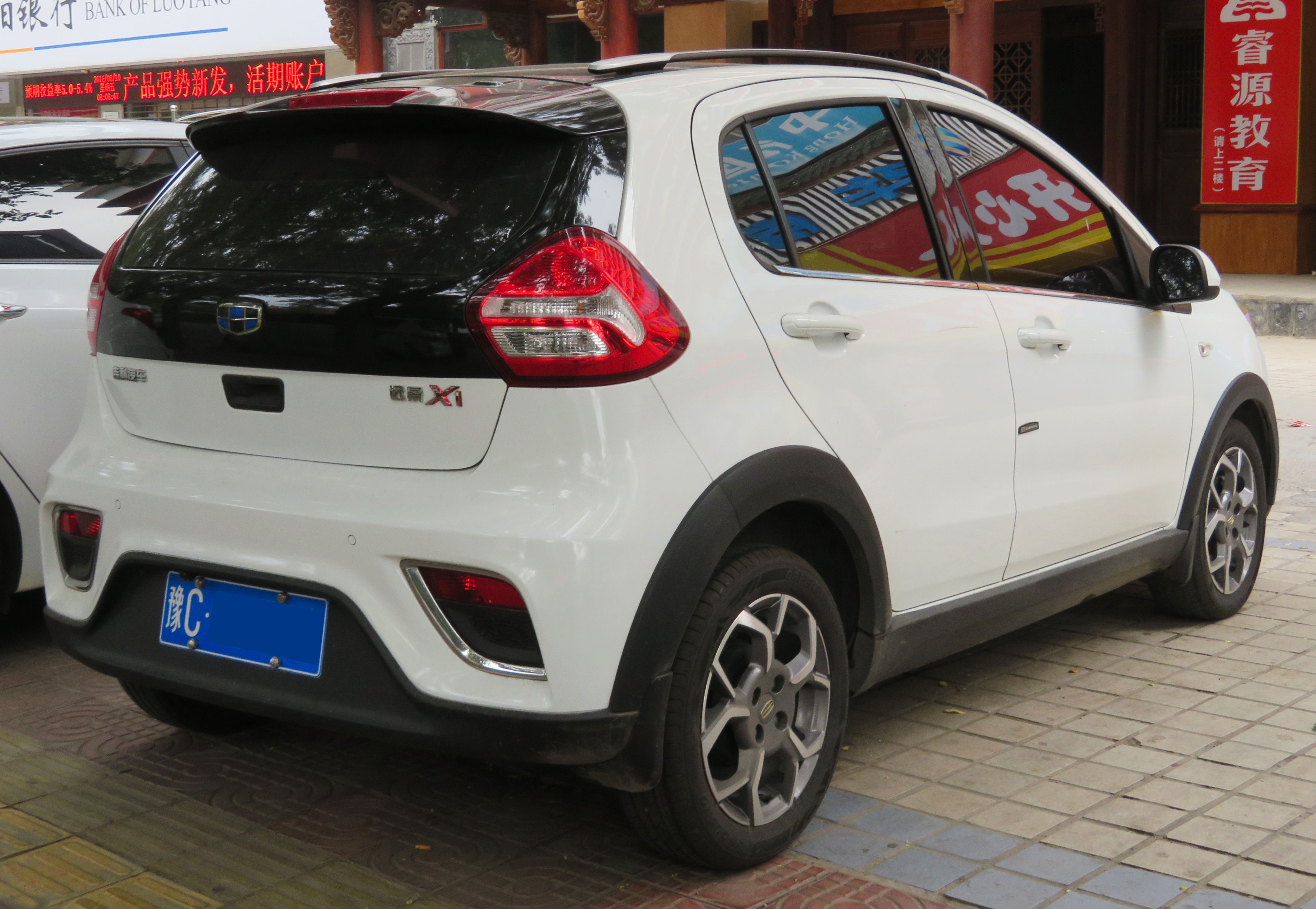
Вид сзади